# مقياس كثافة اللبن

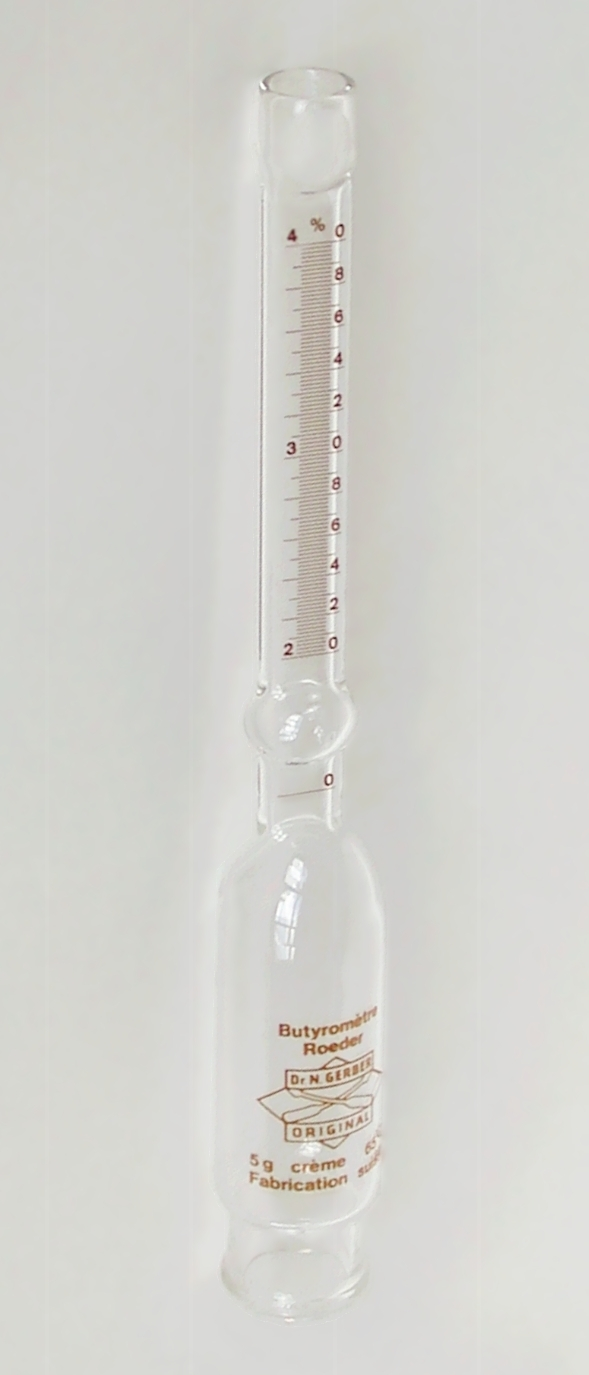
مقياس كثافة اللبن

قياس نسبة الدهن في اللبن  (بالإنجليزية: Butyrometer) هو جهاز من الزجاج يستخدم لحساب كمية الدهن في اللبن أو مشتقاته والطريقة تسمى طريقة جربر.

## آلية عمله
يوجد في داخل المقياس بروتين وكمية من حمض الكبريتيك. ويؤدي وضع اللبن في المقياس إلى انفصال الدسم عن السائل وبذلك نستطيع قياس كمية الدسم بعد فصلها عن السائل من خلال المقارنة حيث أن المقياس مرقم بشكل تدريجي.
وفي الغالب نقوم بوضع كمية من كحول الأمايل فترتبط مع حمض الكبريتيك فيشكل لوناً أسود للسائل مما يجعل عملية المقارنة أسهل.

## وصلات خارجية
- التقدير[وصلة مكسورة].